# 大輝丸事件
大輝丸事件（だいきまるじけん）は、1922年（大正11年）に発生した、日本の海賊による外国人殺害事件である。「尼港事件の復讐」の名のもとにロシア側の民間船を次々と拿捕して積み荷を略奪したうえ、それらのロシア人、中国人等の乗組員を殺害、犠牲者は少なくとも十数名にのぼるとみられる。
首謀者の名をとって江連事件（えづれじけん）ともいう。

## 時代背景
本事件より2年前の1920年（大正9年）、当時は日本のシベリア出兵のさなかであったが、ロシア沿海州の都市・ニコラエフスクが赤軍に占領された。日本軍守備隊・日本人居留民らがこれに対し蜂起、赤軍を襲撃したものの、パルチザンの反撃を受け、最終的に日本人軍民はほぼ全てが殺害され、多数の白軍派のロシア人住民も虐殺されるに至った。いわゆる尼港事件である。この事件では婦女子も含めた在留日本人700人がほぼ全滅したことで、当時の日本社会は反露感情に沸き立った。日本側は当時のソ連に対し、この事件に対する賠償を求めて北樺太を保障占領した。しかし、この年の春頃になるとシベリア出兵自体の撤兵気運が高まり、1922年10月日本軍のシベリア撤兵が決まっている。（撤兵が全て完了するのは1925年となる）

## 事件の経過
首謀者・江連（えづれ）力一郎（1887年12月31日 - 1954年10月15日、当時34歳）は茨城県結城町（現・結城市）出身、海城中学卒・明治大学中退のちに入隊した陸軍軍曹である。彼は柔道、剣道、合気道など各武術に長け、段位は合計で30段に達し、道場を開きいていた。そんな彼は尼港での惨劇にもかかわらず折からシベリア撤兵の気運が高まっていることに悲憤慷慨し、復讐を決意し、決行の機会をうかがっていたとされる。
発端は、当時の大阪財界の大立者の船成金の中村萬之助がオホーツク近辺の砂金坑に取り残した砂金があると話したことだという。東京日本橋通りの日本興商株式会社の社員らと図って、軍部や実業家から多額の資金を集め、神戸西之宮の相澤汽船会社所有の船・大輝丸740トンを用意した彼は、「オホーツク海に残されている砂金を採取に行く」と称して乗組員を募集した。その呼びかけに人夫、失業者、学生など60人が集まった。相澤汽船会社は陸軍御用商人がオーナーだったとも伝えられている。満州で馬賊だったと称する島田徳三や江連の妻の叔父である石川熊治郎、指揮官として陸軍後備騎兵中尉の北谷戸元二が参加した。9月26日、北海道・小樽を出航した一行は、10月1日、当時は日本軍占領下にあった樺太北部のアレクサンドロフスク・サハリンスキーに入港する。
ここで江連ら幹部らは一般船員の下船を禁止しながら、自分らは当時日本軍占領下にあったアレクサンドロフスクに上陸、現地日本軍関係者と接触、さらに追加の武器を入手した。すでに同船には1年余の食糧、騎兵銃50丁、モーゼル銃若干を積んでいたが、アレクサンドロフスクでは、陸軍省高官高級副官の松木直亮大佐の了解を得ていると称し、現地日本軍当局から新式小銃200丁、最新式機関銃２丁を調達する。
その頃、日本政府ではシベリア出兵について撤兵方針が強まっていたが、これに反対する軍関係者と結んだ江連らが、騙して集めた乗組員らで義勇軍を現地で組織し自らはその隊長となり、日本陸軍の後押しで白軍を支援しながら実質は賊となって略奪を働いて争いを起こし、シベリア出兵の継続を狙っていたものの、結局、実行前にシベリア撤兵の方針が決まり、引き返すことを指示された江連らが利益を得られなくなったことで急遽、個人的に海賊を働くことにしたという疑念が持たれている。実際にシベリア撤兵はこの頃決まっており、大輝丸は船名を消す艤装を施して出航していたが、海賊行為として国際問題になるのではないかと周辺関係者が騒ぎ出し、山梨陸相はサハリン駐屯軍司令官に大輝丸を引き返させるよう命令を打電するに至っている。また、在郷軍人からも人員を集め乗組員に対し軍隊式の訓練を施しており、後の公判では、一般乗組員からはカラフトの軍政署から武器をもらえカネが儲かると聞いたという証言、島田徳三は理由を危険地帯に行くからと正当化しながらも、元々300名の武装した在郷軍人と数名の将校が乗組む手はずになっていると聞いて参加することにしたものの、実態が異なるのを見て帰りたくなり、解散をするのがよいと言って江連と口論になったといった証言がある。北谷戸については、一般乗組員から、砂金の話について問いただしたところ怒った北谷戸に縛り上げられ、危うく殺されかけたという証言がある。
当時の報道には、この大輝丸出航の発端を軍閥の政治専横の結果とみて、陸軍高官らの関与を指摘するものもある。
現地軍当局に帰還を指示された江連は、いち早く武器を積んだままアレクサンドロフスクを出港、出港後、江連は乗組員全員を船の甲板に整列させ、ピストルを誇示しつつ檄を飛ばした。
「オホーツクでの砂金回収60貫は流氷による航海不能により見送ることにする。そこで我らは進路を変え、アムール川河口のニコラエフスクに向かう。諸君らもよく知るはずの尼港だ!」
「海賊を働くつもりだが、不服の者は叩き殺してしまう」
10月9日、ニコラエフスクに入港。このときロシア側のランチ２隻（一部報道では発動機船）を確保している。ランチのロシア人4名（一部証言では中国人４名）を連れ回すことになる。このあたりの詳細については、公判での証言や関係者の証言を元にしたと思われる報道によって、詳細が異なる。別に小型蒸気船である友国丸で移動していた一味の乾安治郎が、既にアレクサンドロフスク港到着前にランチの１隻を洋上で拿捕し借りると称して半ば脅迫して随行させ、残り１隻は船を買い取ると騙して同港あたりで獲得したとする証言や報道等がある。また、この内の１隻について、後にニコラエフスク近くの河で拿捕した河汽船あるいはランチであり、これが被害船の一つとして知られるロシア人女性マリア・チメルゾフ所有のアンナ号（ハンナ号とも）するものもある。さらに北樺太のポコピー、デスカストリー付近でウェーガー号とされる発動機付き帆船1隻を襲撃、その際に江連はウェーガー号乗組員3人を斬殺して海に叩き込んだとも、他にも1人を叩き殺したとする伝聞証言もある。ここで多量の海産物や油類の積み荷を略奪し、ロシア人船長以下ロシア人８人、中国人4人（全員ロシア人で15人とする証言、ロシア人８名と中国人８名がいたとする証言、襲撃時に殺された３人も含めてロシア人13人・中国人４人・朝鮮人１人・日本人12人がいたとする報道等が他にある）、朝鮮人１人の13人と先に連れ回していた船の乗組員4人を大輝丸の船底に監禁した。当時、ロシア船には日本人らもロシア人に交じって乗組員となることも多く、実際には他に日本人12人がいたとの話も伝えられている。
やがて、江連は抑留した者を生かしておけば国際問題を引き起こすと考え、むしろ証拠隠滅のために皆殺しにすることを決意したという。一時、彼らを毒殺しようかと語っていたとの証言もある。結局、10月22日と翌23日にかけて、捕虜を船底から一人ずつ甲板に引き出すや命乞いを聞き入れることもなくピストルと日本刀を使い分けて全員を殺害した。江連は乗組員から度胸のなさそうな者を選んで、やらねば俺がお前を殺すとして捕虜を殺すよう強要した。うまくできるはずもなく、七太刀、八太刀浴びせた挙句、押さえて首を押し切ったり、脳天から切りつけ刀の刃が欠けたものもあったという。その様子は、幹部らは面白がってみていたという。ロシア人船長は、自分は日本びいきだとし、妻は小樽に居て日本人だと命乞いしたがやはり殺害された。こうして11名はじかに殺害、1名はこの様子に怯えるあまり自害、１名は海に自ら飛び込んだという。その後、さらに先に連れ回していた4人をやはり殺害した。この４人については、ウェーガー号襲撃の前後に発見したランチを襲撃し、そこに乗っていた現地人として伝える報道もある。
一般乗組員には全貌が分からず、江連の証言は時々で変わっているため、正確な人数とその内訳は不明である。いったいに後の報道になるほど、日本人と朝鮮人（これも、単にこれだけでは朝鮮系ロシア籍であるのか、朝鮮半島本籍の大日本帝国臣民であるのか分からない）の存在については触れられなくなっている。1923年７月頃までの予審調書では、ハンナ号の４人の犠牲者はロシア人とし、ウェーガー号の犠牲者については事件後に来日した船長の兄の証言を採用したようである。この船長の兄によれば、常雇のみをあげた内訳である可能性も高いが、同船の乗組員は船長以下エストニア人３人、ロシア人２人、中国人５人、不明３人、名がキンムなる朝鮮系とみられる者が日本人とされて１人の計14人であったとする。ウェーガー号は最後に穴を開けられ沈められた。当初の自首者の証言を元にしたとみられる報道にはウェーガー号にいた日本人も含む30人全員が殺害されたとするものもある。戦後に出版された『警視庁史 大正編』によれば、現地で別に襲撃された船と考えられる２隻の空船が発見され、さらにロシア警備艇に海に飛び込んで逃れた漂流者１名が発見されている。
小樽に帰港すると海賊の噂が騒ぎになっていた。そこで、江連らは略奪品を荷揚げして解散を宣言、はじめは乗組員にはビタ一文渡そうとはしなかったものの、結局、日本に着いたことで勇を鼓した船員らが団結して交渉にあたった為、各乗組員に150円ずつを分配、厳重な口止めを約束させて解散した。

## 発覚と裁判
同事件を取材した東京日日新聞の立花義順記者によれば、一般乗組員の田中三木蔵、菊地種松、矢ヶ崎徳宝の３名が分け前に不満を持ち、いっそのこと自首しようかと布施辰治弁護士を訪問、偶然、東京日日新聞の記者が弁護士を訪ねたことから事件を知ったとする。田中らは良心の呵責に苦しんでいたという。弁護士に自首を勧められ、結局、田中と菊池が自首したことにより事件が発覚、さらに「兵站」として使用していた稚内の倉庫から大量の武器弾薬が発見されたことにより、江連は直ちに全国に指名手配となる。江連は情婦の「生首お梅」（異名は身にしていた入れ墨による。当時の報道ではハイカラ美人と伝えられている）と参謀格の石川房吉を引き連れ、札幌郡下手稲村（現在の札幌市手稲区）の温泉旅館・光風館に逗留していたが、同年12月13日、警官隊の急襲を受ける。彼らは、特に抵抗することもなく縛についたという。江連は国士気取りで国策に殉じたのだと豪語したという。
同年12月23日、大輝丸の野田船長は事件を知りながら隠したとして在宅のまま隠匿罪で起訴、他の逮捕された江連以下の幹部も順調に自白、一般乗組員の証言とも一致し、そうそうに起訴されるとみられていた。ところが、有力な黒幕が絡むということで、その後の捜査は容易に進まなかった。最中に松木大佐は少将に昇進、台湾に赴任するということで、ようやく翌1923年8月に予審に召喚される有様であった。同年9月には関東大震災も起こり、ようやく翌1924年4月予審が結審し、本審は同年7月に第一回準備公判、同10月６日に第一回公判が始まった。
江連は、予審では事件をほぼ認め、責任は全て自分にあるとし、その態度に感銘を受けたとして多数の弁護士が弁護に名乗りをあげて弁護士20余名の大弁護団となった。ところが、本審になるや、江連は自らが認めていた予審調書の大部分を否認、大輝丸の幹部らは示し合わせたように事件自体を否認、弁護士らを失望させ、弁護を辞めると語る者も出た。
江連は予審では「尼港事件で殺害された日本人の霊をなぐさめるため、天にかわって正義の剣をとり、懲罰をこころみた」と語っていたが、本審では、ロシア人殺害について「尼港報復の感情から一人を斬っただけ」、出航動機を「シベリア撤兵になるので尼港の邦人引揚げを助け救出するため」「砂金回収のため」と主張が二転･三転しながらも弁明を続けていた。一般乗組員や大輝丸船長らの証言により、江連や他の幹部らの事件を否定あるいは正当防衛とする主張は崩されていく。3年間、未決であったが、1925年（大正14年）2月27日、懲役12年の刑に処せられた。また起訴された他の乗組員34人には幹部や騙されて参加した一般乗組員までいたことで、懲役８年から罰金500円までの有罪判決が下った。江連は当初は死刑を免れ控訴しないとしていたが、検察官は重刑を求めて控訴、結局、江連らも幹部を中心に多くが刑を不服として控訴した。控訴審では当初から略奪目的であったか、尼港虐殺の報復目的であったかが争点となったが、1925年12月、裁判長は江連の志士としての行動との主張も認め、控訴審判決でも死刑とはならず、量刑は概ね維持された。江連は死刑を免れたことに喜び、上告しないとしたが、島田徳三、石川房吉らの一部幹部は上告している。

## その後
江連はのちに数度にわたる特赦に浴し、1933年（昭和8年）に出獄した。出獄にあたって、名に利用価値があるとみられたのか、多数の壮士が押し寄せて争奪戦が演じられ、結局、叔父の江連新右衛門のもとに身を寄せた。翌1934年（昭和9年）、貴重な積み荷とともに沈んだ船を引き揚げると称して資金を集めながら碌に成果を挙げないまま多額の使途不明金を出すに終わったローザンヌ号積荷電線・アンナ号金貨引揚事件（大輝丸事件のアンナ号とは別の船である）に関与して再び捕らえられたものの、無罪となった。
心形刀流杖術を学んでいた江連は獄中でステッキ術の指南書を著しており、近年でも復刻版が刊行されている。
江連は戦後は隠退蔵物資などのブローカー的な仕事に携わり、1947年（昭和22年）山形農業会の隠匿物資の詐欺事件、東京都教育局事件、王大将事件などの詐欺事件の関係者として名前がたびたび上がる。
1954年（昭和29年）10月15日、東京都中野区宮園通で死去。死因は不明。
起訴されたものの所在が判明せず未決のままであった二人の乗組員のうち、一人は戦後見つかって執行猶予つきの有罪判決を受けた。この事件の裁判で、江連は証人として出廷し、当時の事件について、白軍支援のために日本陸軍の依頼で武器を運ぼうとしていて、ウェーガー号と衝突、争いとなってピストルの撃ち合いとなり双方に死傷者が発生、その解決の話し合い中に赤軍の砲艦が来たため、ウェーガー号も奪って逃走、砲艦の進行を妨害するためウェーガー号を爆沈させようとして、同船船員と再び戦闘になり、ウェーガー号船員が全滅した戦闘行為であり、財物はどうせ沈むくらいならと部下の一部が持ち出したものだと自己弁護をしている。虐殺について事件当時の公判で、江連は赤軍の砲艦が来るとの噂を聞いて爆沈を図ったと証言したこともある（予審では虐殺を認めていたが、公判では否定、他にも様々に変わっている）が、他の関係者の証言にはこれに符号するようなものは管見の限り見当たらない。
もう一人はついに見つかることはなく事件発生から45年後の1967年2月28日に東京地裁は時効完成による免訴の判決を下した。
作家の小堺昭三は、1976年（昭和51年）にこの事件を題材にした『赤い風雪』を執筆した。